# Jaroslav Zedník
Jaroslav Zedník (* 27. března 1962 Ústí nad Orlicí) je český politik, v letech 2004 až 2016 zastupitel Pardubického kraje, od roku 2002 starosta města České Třebové, bývalý člen TOP 09.

## Život
Spolu se svým starším bratrem a stejně starou sestrou - dvojčetem, vyrůstal v Žamberku. Vystudoval Střední odborné učiliště strojírenské v Ústí nad Orlicí (obor strojní zámečník) a Střední textilní školu v Ústí nad Orlicí. Po absolvování základní vojenské služby v letech 1983 až 1985 nastoupil jako zaměstnanec do textilního závodu Perla 02 v České Třebové. Postupně se vystřídal na pozicích seřizovače válů, mistra soukárny a vrchního mistra přípravny. V roce 1989 začal studovat Vysokou školu textilní v Liberci, studia však nedokončil.
Po revoluci se v roce 1992 stal zaměstnancem společnosti Jan Horák – HH corporation, kde pracoval na různých vedoucích pozicích. O tři roky později získal pozici ředitele Technických služeb města Česká Třebová. Po provedení transformace na společnost Eko Bi, která se zabývá likvidací a ukládáním odpadů, se až do roku 2002 živil jako její jednatel.
Jaroslav Zedník je rozvedený a má dva syny. Intenzivně se věnuje sportu, zejména atletice, běhu na lyžích a vodáctví, v němž je několikanásobným přeborníkem republiky.

## Politické působení
V komunálních volbách v roce 1998 neúspěšně kandidoval za Sdružení nezávislých kandidátů do Zastupitelstva města České Třebové. Uspěl až v komunálních volbách v roce 2002 na kandidátce Sdružení nezávislých. V listopadu 2002 byl navíc zvolen starostou města. Mandát zastupitele města obhájil i v komunálních volbách v roce 2006 (za sdružení NESTRANÍCI) a komunálních volbách v roce 2010 (za sdružení NESTRANÍCI s podporou TOP 09). Stejně tak byl v letech 2006 a 2010 znovu zvolen starostou města. Rovněž ve volbách v roce 2014 obhájil post zastupitele města, když jako člen TOP 09 vedl kandidátku subjektu "NESTRANÍCI s podporou TOP 09". Na počátku listopadu 2014 byl již po čtvrté zvolen starostou města.
Do vyšší politiky vstoupil, když byl v krajských volbách v roce 2004 za Koalici pro Pardubický kraj (jako nestraník za US-DEU) zvolen zastupitelem Pardubického kraje. Mandát obhájil i v krajských volbách v roce 2008 (opět jako nestraník za Koalici pro Pardubický kraj) a v krajských volbách v roce 2012 (tentokrát jako nestraník za STAN na kandidátce TOP 09 a Starostů pro Pardubický kraj). Ve volbách v roce 2016 obhajoval mandát krajského zastupitele za TOP 09, ale neuspěl.
V roce 2010 kandidoval v Pardubickém kraji jako nestraník za TOP 09 a STAN na druhém místě kandidátky ve volbách do Poslanecké sněmovny PČR. Strana v kraji sice získala dva mandáty, ale vlivem preferenčních hlasů skončil na pozici prvního náhradníka. Ve volbách do Poslanecké sněmovny PČR v roce 2013 kandidoval v Pardubickém kraji jako lídr TOP 09 a STAN, nebyl však zvolen, protože ho vlivem preferenčním hlasům přeskočil druhý kandidát v pořadí Jiří Skalický. Sám Zedník dostal druhý největší počet preferenčních hlasů (2467, 8,92 % z počtu hlasů pro stranu).
Ve volbách do Senátu PČR v roce 2016 kandidoval za TOP 09 v obvodu č. 46 – Ústí nad Orlicí. Se ziskem 17,35 % hlasů skončil na 3. místě a do druhého kola nepostoupil. Ve volbách do Poslanecké sněmovny PČR v roce 2017 kandiduje jako nestraník za TOP 09 v Pardubickém kraji.